# 임실공공도서관
임실공공도서관은 전북특별자치도 임실군 임실읍 소재의 도서관이다.

## 연혁
- 1971. 07. 05 임실군공공도서관 조례제정
- 1973. 07. 20 임실군공공도서관 개관
- 1991. 03. 25 임실공공도서관으로 관명변경
- 2001. 03. 07 지역평생학습관지정(전북교육청)
- 2003. 10. 28 디지털자료실 신설
- 2007. 08. 17 홈페이지 개설
- 2009. 07. 11 열람실 증축 준공
- 2009. 09. 04 어린이열람실 신설 준공
- 2012. 06. 01 도서RFID 시스템 도입

## 이용 안내
이용 시간
| 구분       | 화~금       | 토~일       |
| ---------- | ----------- | ----------- |
| 열 람 실   | 09:00∼21:00 | 09:00∼18:00 |
| 일반자료실 | 09:00∼18:00 | 09:00∼18:00 |
| 아동자료실 | 09:00∼18:00 | 09:00∼18:00 |

휴관일
- 매주 월요일, 국경일, 기타 임시공휴일